# 舟越楫四郎
舟越 楫四郎（ふなこし かじしろう、1870年9月23日（明治3年8月28日） -  1962年（昭和37年）10月30日）は、日本の海軍軍人。最終階級は海軍中将。名は「揖四郎」とした例もある。

## 来歴

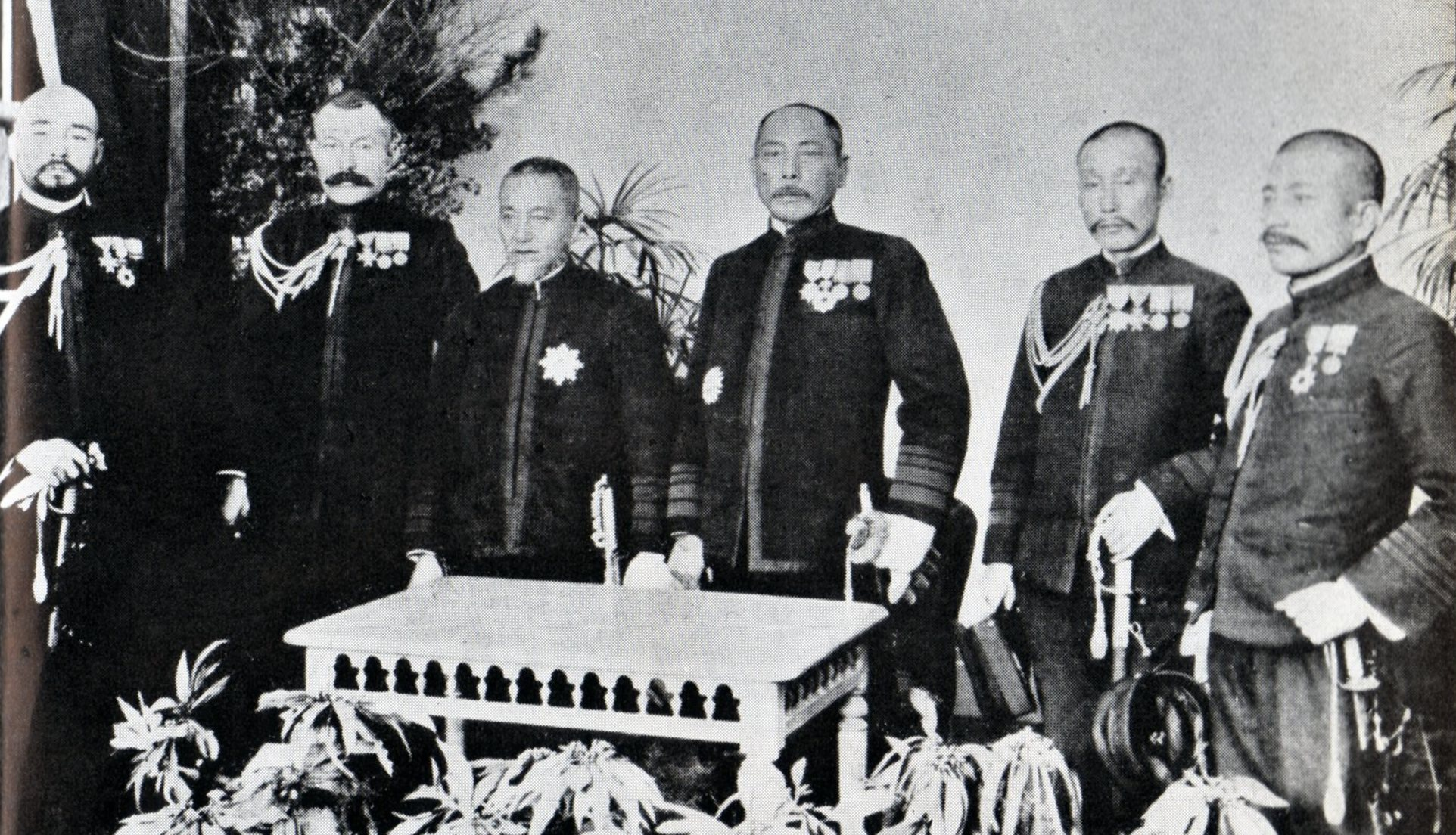
連合艦隊首脳部。左から舟越、島村速雄、東郷平八郎、上村彦之丞、加藤友三郎、秋山真之

兵庫県出身。船越恭の四男として生まれる。初名は清吉。開成中学校を経て、1890年（明治23年）4月、海軍兵学校（16期）を卒業し、翌年9月に海軍少尉に任官。日清戦争に「橋立」分隊士として出征した。「八重山」分隊長、「富士」分隊長、「鎮遠」水雷長、呉水雷団副官、「朝日」分隊長、砲術練習所教官、「八雲」砲術長、教育本部第1部員などを経て、日露戦争には第二艦隊の副官として従軍した。
その後は海軍省人事局員、「香取」副長、「千早」「和泉」の各艦長、横須賀鎮守府付、「対馬」「橋立」「磐手」「八雲」「生駒」の各艦長、艦政本部艤装員、「榛名」艦長などを歴任し、1915年（大正4年）12月、海軍少将に進級した。
イギリス大使館付武官、横須賀鎮守府参謀長、第1艦隊参謀長、兼連合艦隊参謀長などを経て、1919年（大正8年）12月、海軍中将となり第二遣外艦隊司令官、将官会議議員、横須賀工廠長などを歴任、1922年（大正11年）12月、予備役に編入された。その後1932年（昭和7年）1月から翌年12月まで、三菱石油社長を務めた。
戦後は1947年(昭和22年)11月に公職追放仮指定を受ける。

## 栄典・授章・授賞
位階
- 1891年（明治24年）12月14日 - 正八位[2]
- 1896年（明治29年）2月10日 - 従七位[3]
- 1898年（明治31年）3月8日 - 正七位[4]
- 1901年（明治34年）4月20日 - 従六位[5]
- 1905年（明治38年）2月14日 - 正六位[6]
- 1910年（明治43年）3月22日 - 従五位[7]
- 1915年（大正4年）4月20日 - 正五位[8]
- 1919年（大正8年）12月27日 - 従四位[9]
- 1922年（大正11年）12月28日 - 正四位[10]

勲章等
- 1895年（明治28年）11月18日 - 勲六等単光旭日章[11]・明治二十七八年従軍記章[12]
- 1901年（明治34年）5月31日 - 勲五等瑞宝章[13]
- 1905年（明治38年）5月30日 - 勲四等瑞宝章[14]
- 1906年（明治39年）4月1日 - 功四級金鵄勲章・勲三等旭日中綬章・明治三十七八年従軍記章[15]
- 1909年（明治42年）4月18日 - 皇太子渡韓記念章[16]
- 1916年（大正5年）8月1日 - 勲二等瑞宝章[17]
- 1920年（大正9年）11月1日 - 旭日重光章[18]
- 1921年（大正10年）7月1日 - 第一回国勢調査記念章[19]
- 1940年（昭和15年）8月15日 - 紀元二千六百年祝典記念章[20]